# Талиян, Мирослав
Мирослав Талиян (серб. Мирослав Талијан, родился 10 августа 1970 года в Смедеревской-Паланке) — бригадный генерал Вооружённых сил Сербии, начальник Военной академии Университета обороны в Белграде в 2018 году, действующий командир 72-й бригады специальных операций. В прошлом — командир противотеррористического батальона «Соколы» и Специальной бригады ВС Сербии.

## Биография
Родился 10 августа 1970 года в Смедеревской-Паланке. Окончил белградскую военную гимназию в 1989 году и Военную академию Вооружённых сил Югославии (пехотный факультет) в 1993 году. В 2003 году окончил курсы повышения квалификации командно-штабного состава ВС Югославии, а также магистратуру факультета безопасности в Белграде. В 2004 году окончил обучение по программе специалитета на факультете политических наук в Белграде, в 2008 году защитил докторскую работу в Военной академии, в 2016 году окончил высшие курсы безопасности и обороны. Участник боевых действий в Косово в 1998—1999 годах. В звании полковника Талиян стал первым военнослужащим формирований специального назначения, получившим докторскую степень в Военной академии; докторскую работу писал на основе опыта личного участия в боевых действиях.
В рядах югославской и сербской армий с 1993 года. За время службы в Вооружённых силах Союзной Республики Югославии, Вооружённых силах Сербии и Черногории и Вооружённых силах Сербии занимал следующие должности:
- командир взвода в составе роты военной полиции 125-й моторизованной бригады[серб.]
- командир взвода в составе парашютно-разведывательной роты 72-й специальной бригады
- командир взвода в составе роты 25-го батальона военной полиции Корпуса специальных подразделений ВС Югославии
- командир отделения в составе роты военной полиции антитеррористического батальона «Соколы» 72-й специальной бригады
- командир парашютной роты антитеррористического батальона «Соколы» 72-й специальной бригады
- командир антитеррористического батальона «Соколы» 72-й специальной бригады[3]
- помощник командира в отделе оперативно-учебных дел и подготовки командования антитеррористического отряда «Кобры»
- заместитель командира антитеррористического отряда «Кобры»[3][2]
- отдельный референт Управления по вопросам подготовки (J-7) Генерального штаба Вооружённых сил Сербии
- преподаватель кафедры оперативных действий Военной академии Университета обороны в Белграде
- руководитель группы операций тактического уровня на кафедре оперативных действий Школы национальной обороны при Военной академии Университета обороны в Белграде
- начальник аспирантуры и курсов повышения квалификации в Школе национальной обороны
- начальник кафедры стратегии Школы национальной обороны
- начальник Школы национальной обороны при Военной академии Университета обороны в Белграде[2]

23 апреля 2018 года был назначен начальником Военной академии Университета обороны в Белграде. С сентября 2018 года — командир Специальной бригады. В настоящее время — командир 72-й бригады специальных операций Вооружённых сил Сербии, восстановленной в конце 2019 года.
Автор ряда научных публикаций, опубликованных при участии Военной академии Сербии.
Отец пятерых детей.

## Награды

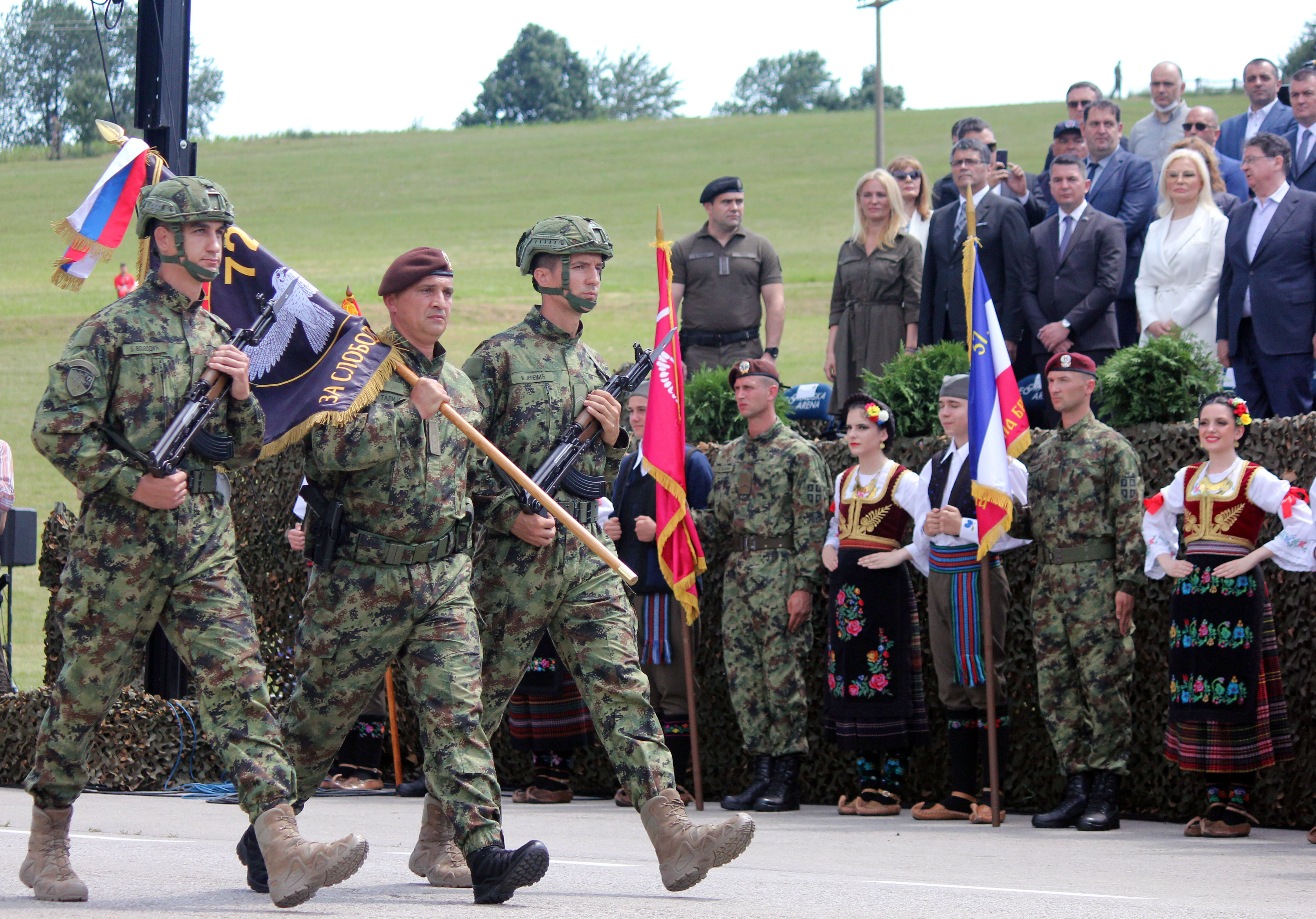
Бригадный генерал Талиян возглавляет парадную колонну 72-й бригады. Таково, 2020 год

Отмечен следующими орденами и медалями:
- Орден «За заслуги в области обороны и безопасности» III степени (2001)
- Медаль участника боевых действий на территории СФРЮ (2015)
- Медаль участника боевых действий на территории СРЮ (2015)
- Юбилейная медаль Вооружённых сил Сербии[серб.] (2015)
- Медаль участника боевых действий на территории Республики Сербия (2016)
- Офицерская медаль «За выдающиеся достижения на военной службе» (2017)
- Серебряная медаль «За усердную службу»[серб.] (2022)

## Воинские звания
| Подпоручик | Поручик | Капитан | Капитан 1-го класса | Майор | Подполковник | Полковник | Бригадный генерал |
| ---------- | ------- | ------- | ------------------- | ----- | ------------ | --------- | ----------------- |
|            |         |         |                     |       |              |           |                   |
| 1993       | 1996    | 1998    | 1999                | 2003  | 2007         | 2011      | 2018              |

## Публикации
- Rade Slavković, Miroslav Talijan, Mile Jelić. Relationship between theory and doctrine of operational art (англ.) // Security and Defence Quarterly. — 2013. — No. 1 (1). — P. 54—75. — doi:10.35467/sdq/103164.
- Miroslav M. Talijan, Vlada M. Mitić, Zeng Šuai. Suprostavljanje Kine terorizmu na moru (серб.) // Vojno delo. — 2016. — Бр. 3. — С. 59—74. — doi:10.5937/vojdelo1603059t. Архивировано 11 мая 2018 года.